# 橫濱銀行

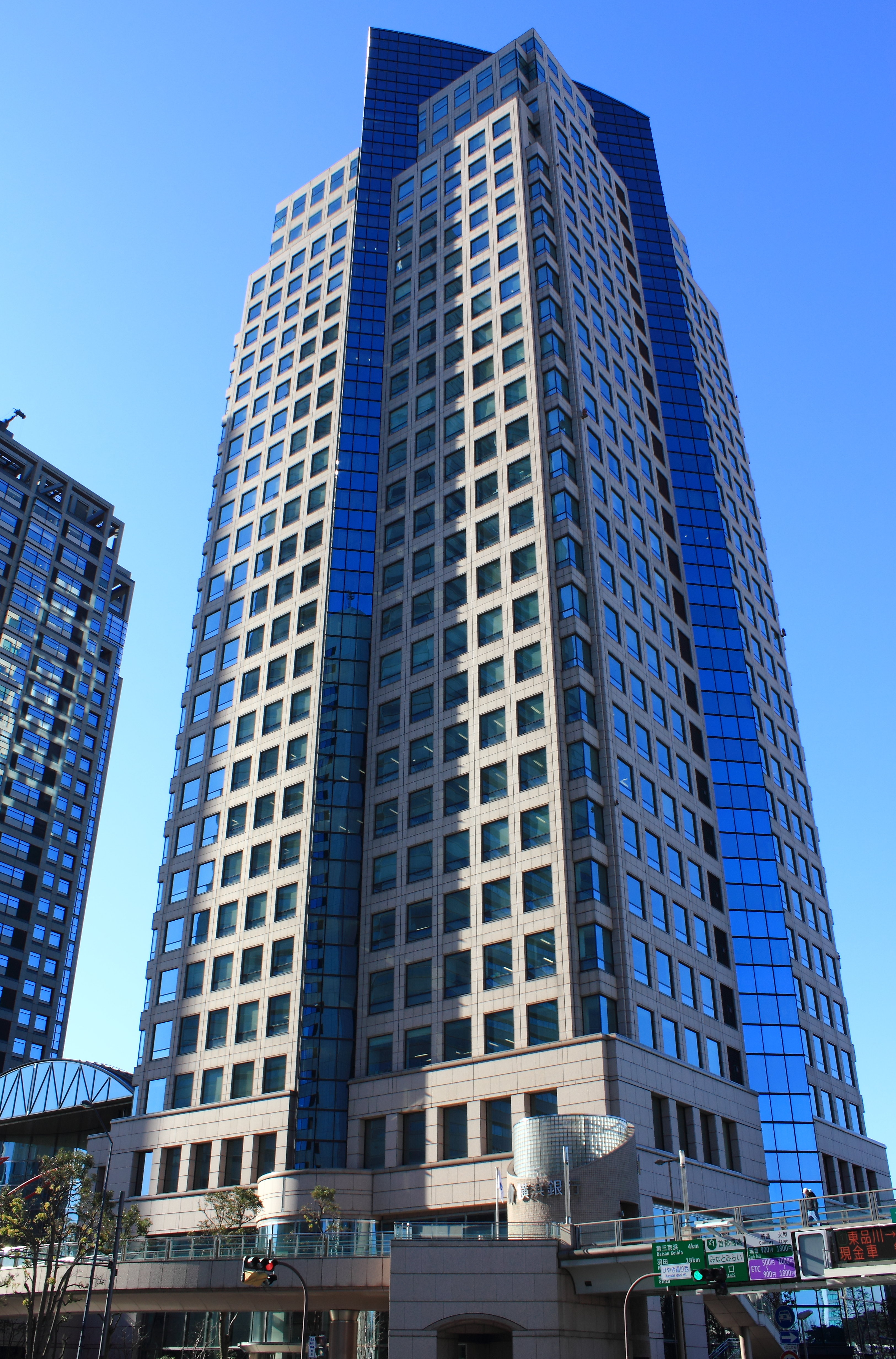
位於橫濱港未來開發區的橫濱銀行總行大樓，1993年啟用。

橫濱銀行（日语：／ Yokohama Ginkō */?）是一家總部位於日本神奈川縣横濱市西區的地方銀行（服務客群以所在都道府縣為主的商業銀行），簡稱「濱銀」（／ Hamagin）。橫濱銀行是日本最大的地方銀行，總資產額長期以來都是日本地方銀行中首位，並且是神奈川縣、横濱市、川崎市、相模原市、横須賀市等地方政府的指定金融機構。橫濱銀行在橫濱、川崎市內、東京都內與神奈川縣相鄰的地區店鋪較多。2016年4月，橫濱銀行與東日本銀行進行經營統合，共同成立「康科迪亞金融集團」作為控股公司。

## 外部連結
- 官方网站
- 康科迪亞金融集團 （页面存档备份，存于）
- 株式會社 濱銀綜合研究所 （页面存档备份，存于）